# Blechnum fernandezianum
Blechnum fernandezianum là một loài thực vật có mạch trong họ Blechnaceae. Loài này được (Looser) Prada & Rolleri mô tả khoa học đầu tiên năm 2006.